# Pyhäjoki (vattendrag i Lappland, lat 67,21, long 28,49)
Pyhäjoki är ett vattendrag i Finland.   Det ligger i landskapet Lappland, i den norra delen av landet, 800 km norr om huvudstaden Helsingfors.